# Europæisk los
Europæisk los (latin: Lynx lynx, tysk Eurasischer Luchs, norsk: Gaupe, svensk: Lodjur) er et kattedyr, som er udbredt i Europa og Asien. På grund af sin udbredelse i Eurasien bliver den oftest kaldt eurasisk los, men kaldes også almindelig los eller bare los. Den kendes let på sine lange ben, spidse ører og korte hale. Lossen er det eneste vilde kattedyr, der findes i Skandinavien i dag, men den forsvandt fra Danmark for omkring 5.800 år siden, måske på grund af ændringer i geografi (Fyn og Sjælland blev øer, da vandstanden steg, hvilket isolerede små populationer) og skovdække.

## Beskrivelse
I forhold til andre kattedyr virker lossen mere kvadratisk, fordi skulderhøjden på 50-70 cm omtrent svarer til kropslængden. Bagbenene er tydeligt længere end forbenene. Hovedet er rundt i formen og ørerne små og spidse med karakteristiske hårduske. Halens længde er kun 11-25 cm. Han-lossens vægt på omkring 20 kilo gør det til den største af de fire arter i los-slægten. Vægten kan dog variere mellem 13 og 37 kilo, og hunnerne vejer gennemsnitligt 15 % mindre end hannerne. I Norge, Sverige og Finland vejer hannen typisk omkring 18-26 kilo, mens hunnen vejer 13-18 kilo.
Lossen er tilpasset sit levested med en tyk og ulden vinterpels, mens sommerpelsen er tynd og glat. Bundfarven i pelsen er rødbrun om sommeren og gråhvid om vinteren, hvilket yder god kamuflage. Farven varierer imidlertid efter, hvor dyret lever. Bugen er hvid eller hvidlig, og kroppen dækket med et antal mere eller mindre tydelige, mørke pletter. Poterne er ret store i forhold til dyret, særligt i bestande, som lever i snerige områder. Dette hjælper med til, at den ikke synker ned i sneen.
Lossen har en veludviklet hørelse og desuden godt syn og god lugtesans. Dyr i naturen (uden for fangenskab) bliver normalt 10-12 år gamle. De længstlevende kendte losser blev 24 år gamle.

## Udbredelse
Lossens oprindelige udbredelsesområde strakte sig fra Pyrenæerne i sydvest og Skandinavien i nordvest, østover gennem Rusland og Sibirien til Kinas og Ruslands bredder mod Stillehavet i Øst-Asien. Lossen er imidlertid nu udryddet mange steder (særligt i vest), selvom arten vurderes at være livskraftig.
Totalbestanden af eurasisk los, som regnes som stabil, er beregnet til omkring 50.000 dyr.
Af disse befinder omkring 8.000 sig i Europa, 30.000–35.000 i Rusland (inklusiv Sibirien) og cirka 10.000 i Mongoliet / Kina. Den europæiske bestand er ret spredt og sparsom i Mellem- og Sydeuropa, hvor arten mange steder er udryddet.
I 1960'erne blev den eurasiske los udryddet i store dele af Vesteuropa. I Norge blev arten næsten udryddet i de første tiår af 1900-tallet, men bestanden voksede igen i løbet af 1950- og 1960'erne. I dag er lossen igen begyndt at erobre skov- og bjergegnene på kontinentet, godt hjulpet af mennesket. I 2002 kom de første kuld til verden i Tyskland. Arten er også genintroduceret i blandt andet Schweiz.

### Lossen i Norge
Lossen findes i dag i faste bestande over hele Fastlandsnorge, med undtagelse af Vestlandet, hvor forekomsten er mere sporadisk. Fra 1996 er losbestanden blevet overvåget gennem registrering af spor efter familiegrupper.
Arbejdet bliver koordineret af det nationale overvågningsprogram for store rovpattedyr. Lokale folk rundt omkring i landet melder observationer af spor ind til Statens naturoppsyn (SNO), som så kontrollerer observationerne i felten. Norsk institutt for naturforsking har ansvaret for sammenstilling af data.
I 2004 fastsatte Stortinget i Norge at der årligt skulle være en tilgang på 65 los-unger. Det blev nået i 2007, hvor der før jagten blev registreret minimum 69-74 familiegrupper. Dette svarer til en beregnet totalbestand på mindst 409-439 dyr. Bestanden af los i Norge og Sverige er nu på op mod 2.000 dyr.

## Habitat
Lossen trives i mange forskellige naturtyper, fra fjeldrige ørkenstrøg og tempererede fjeldegne, til græssletter, kratskov og boreale, subtropiske, og tropiske skove. Mest almindelig er arten dog i de boreale skove i det nordlige Eurasien. Den trives desuden bedst, hvor den kan bevæge sig skjult gennem landskabet.

## Adfærd
Lossen er en solitær, nataktiv snigjæger og kortsprinter, som kun undtagelsesvis bevæger sig i åbent land. Tidligere troede man, at lossen lagde sig i baghold, når den jagede, men nye studier af dens teknik viser, at dette ikke er tilfældet. Lossen sniger sig derimod så tæt på byttet som muligt, før den slår til, fordi arten mangler udholdenhed til en længere jagt. To af tre vellykkede angreb afsluttes efter en sprint på mindre end 20 meter. Lossen er imidlertid lynhurtig i en kort sprint, og effektiv. Den bruger først og fremmest hørelsen og synet under jagten. Lossen kvæler normalt større byttedyr med et strubebid, som lukker for tilførslen af luft. Mindre byttedyr dræbes med nakkebid. Lossen befinder sig de fleste steder i toppen af fødekæden.
Føden for den eurasiske los består hovedsagelig af hjortedyr, hvor der er god tilgang af disse, hvilket er i modsætning til de tre andre los-arter, som hovedsaglig tager harer og kaniner. I Sydskandinavien er rådyret det klart vigtigste byttedyr for lossen både ved vinter- og sommertid, mens rensdyr er mere almindelig nordpå. Lossen tager imidlertid også andre byttedyr, for eksempel ræv, hare og egern. Den tager desuden husdyr. I Norge bliver der hvert år erstattet cirka 9.000 får, som menes dræbt af losser, men det er ikke dokumenteret, at alle får faktisk bliver taget af losser.
Lossen er en god klatrer og svømmer. Voksne losser hævder deres revir med et lille overlap mellem områderne til individer af samme køn. Lossen behøver meget plads. Reviret varierer i størrelse, både mellem kønnene og de områder arten befinder sig i. I Bialowieska Skoven i Polen er hanlossens revir i gennemsnit på 248 km², mens hunnens er 133 km². Studier af radiomærkede losser har vist, at voksne hanner i Skandinavien har et revir på 500-2.000 km² i løbet af året, mens voksne hunner benytter fra 200 til 1.000 km². Størrelsen på leveområderne varierer med byttedyrenes tæthed.

### Formering
Uden for parringstiden er lossen solitær. Arten parrer sig sædvanligvis i tidsrummet januar-marts. Selve parringslegen varer normalt i to dage. I denne korte tid gør de to dyr alt i fællesskab, hvilket indebærer at jage sammen og at soignere hinanden. Parringen foregår gentagne gange, men efter cirka to dage forlader hannen hunnen for at finde sig en ny partner. Hunnen har årlig som regel kun en parringspartner, mens hannen gerne har flere.
Efter en drægtighedsperiode på 70-74 dage føder hunnen fra en til tre unger (sjældenere fire) i maj eller først i juni. De nyfødte unger vejer mellem 230 og 270 gram og gemmes bort i små huler eller sprækker i terrænet, ofte på vanskeligt tilgængelige steder. I denne første tid tager moderen jagtture på op til 15 kilometer fra ungernes gemmested. Hunnen kan være borte i 12-15 timer, og jagtbyttet bringes ikke tilbage til ungerne. Ungerne ernærer sig af modermælk de første 2-3 måneder og holder sig ved hulen i denne periode.
Der har været meget opmærksomhed omkring dødeligheden hos lossen på grund af den tilladte kvotejagt. Resultater fra de senere års forskning viser, at losser også dør af andre årsager. Den vigtigste dødsårsag ud over kvotejagt for radiomærkede losser i Skandinavien er illegal jagt, men også biler og skab (fnat) tager livet af losser. Dødeligheden er størst i de yngste aldersgrupper. Lossen har et relativt stort formeringspotentiale. Bestanden kan øge med omkring 20 % årlig, hvis fødeforholdene er gode.

## Underarter
Der er beskrevet en række lokale losser, men det er fortsat uklart om det er underarter eller lokale varianter.
- Lynx lynx (eurasisk los)
  - L. l. carpathicus (Karpaterne og Centraleuropa)
  - L. l. dinniki (Kaukasus)
  - L. l. isabellinus (Centralasien)
  - L. l. kozlovi Nord-Mongoliet og Syd-Sibirien)
  - L. l. lynx (Finland, Norge, Sverige, Estland, Letland, Litauen, Rusland og dele af Sibirien, Hviderusland, Nord-Ukraine)
  - L. l. balcanicus  (Balkan, Kritisk truet)
  - L. l. stroganovi (Amur-regionen)
  - L. l. wardi (Altaibjergene)
  - L. l. wrangeli (Øst-Sibirien)

## Bestandsstatus i verden
Lossen regnes ikke som en særligt truet art, selv om lokale bestande kan være kritisk truet. Arten står opført som livskraftig (LC) på IUCNs rødliste. Totalbestanden har en stabil tendens, selv om arten nogle steder mister egnede levesteder. I perioden 2002-2008 blev arten regnet som nær truet (NT), men dette blev ændret med begrundelse i artens store udbredelsesområde.